# Pseudanthias unimarginatus
Pseudanthias unimarginatus är en fiskart som beskrevs av Randall 2011. Pseudanthias unimarginatus ingår i släktet Pseudanthias och familjen havsabborrfiskar. Inga underarter finns listade i Catalogue of Life.